# Stažení srbské armády na Korfu

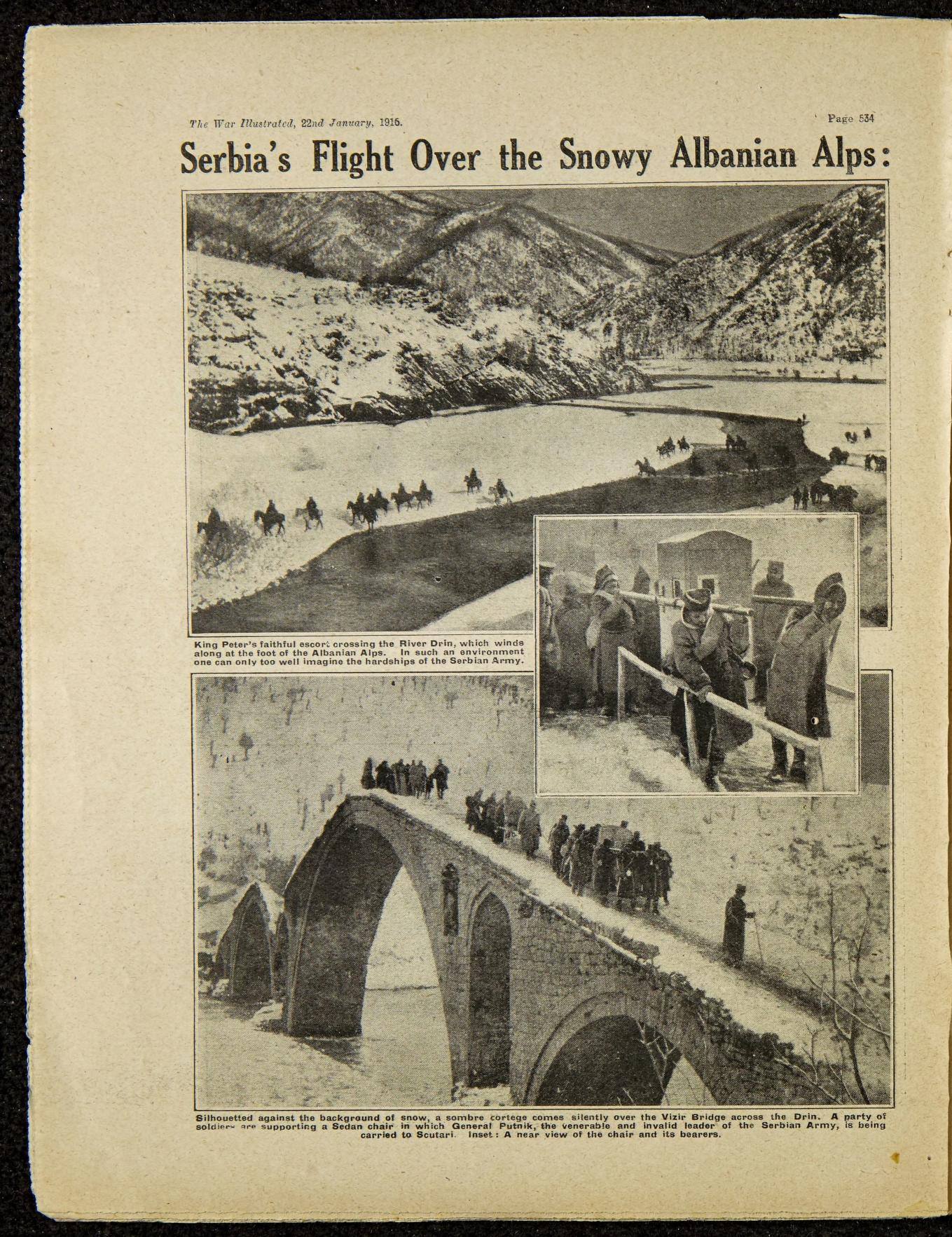
Srbští vojáci stahující se přes území Albánie

Stažení srbské armády na Korfu, známé též pod názvem Srbská golgota, nebo také Albánská golgota probíhalo na přelomu let 1915/1916 v závěru tzv. Srbské kampaně za první světové války.

## Historické pozadí
V roce 1915 vstoupilo Bulharsko do války na straně Trojspolku. Dlouhodobý a úspěšný odpor, který srbští vojáci kladli na severu země Rakousko-Uhersku, skončil po útoku bulharských vojsk na jižní Srbsko. Tam se nacházelo vedení státu i armády; většina bojujících sil byla dislokována u rakouských hranic a obrana bulharské hranice byla velmi slabá. Bulharsko zahájilo postup dne 15. října 1915 bez vyhlášení války. Ve stejnou dobu zahájily ze severu rakouské a německé jednotky rozsáhlou ofenzivu s cílem postupu směrem na jih.

## Průběh pochodu
Samotné Srbsko bylo velmi rychle obsazeno cizími vojsky. Do týdne byla obsazena města Kumanovo, Štip a Skopje. Srbská armáda byla nucena k ústupu na západ země. První kolona v čele s králem a vládou Nikoly Pašiće vyrazila dne 15. listopadu 1915 přes území Kosova k břehům Jaderského moře. Následovaly další kolony, které se přesunovaly buď přes území Černé Hory, nebo severní Albánie. 13. prosince dosáhla většina zbytku vojska oblasti mezi městy Andrijevica a Podgorica. O několik dní později se přesunula do blízkosti města Skadar, kde překročila hranici na území Albánie.
Přestože spojenci ze strany Dohody slibovali vyčerpanému srbskému vojsku pomoc, té se dočkala jen malá část. V lednu 1916 tak cca sto dvacet až sto šedesát tisíc srbských vojáků, kteří dorazili na pobřeží Jaderského moře v Albánii, pokračovalo jižním směrem až do Řecka na ostrov Korfu. Vzhledem k vyčerpanosti a nedostatku zásob; válečným podmínkám a velmi dlouhému pochodu měli srbští vojáci značné ztráty. Rovněž také vypukla epidemie tyfu[nepřesný odkaz], která celou situaci pouze zhoršila. Několik tisíc vojáků proto na ostrov Korfu nedoputovalo; jiní i když dosáhli cíle trpěli těžkými podmínkami, neboť se na ostrově samotném nedostávalo jídla, stanů, oblečení i lékařské pomoci.
Nemalá část srbských vojáků byla v roce 1918 vrácena zpět do boje. Účastnili se střetů na tzv. Soluňské frontě, odkud se na podzim po jejím prolomení vrátili domů.

## Obraz v kultuře
- Tamo daleko, píseň srbských vojáků popisující cestu na daleký ostrov Korfu